# Cap Disappointment (Washington)
Pour les articles homonymes, voir Cap Disappointment.
Le cap Disappointment (anglais : cape Disappointment, « cap de la déception ») est un cap situé à l'embouchure du fleuve Columbia, après le banc de sable du Columbia, sur la côte ouest de l'État de Washington aux États-Unis.
Le parc d'État du cap Disappointment avec un phare se trouve sur ce cap, tout comme la plus grande station de recherche et sauvetage de la côte nord-ouest des garde-côtes américains.

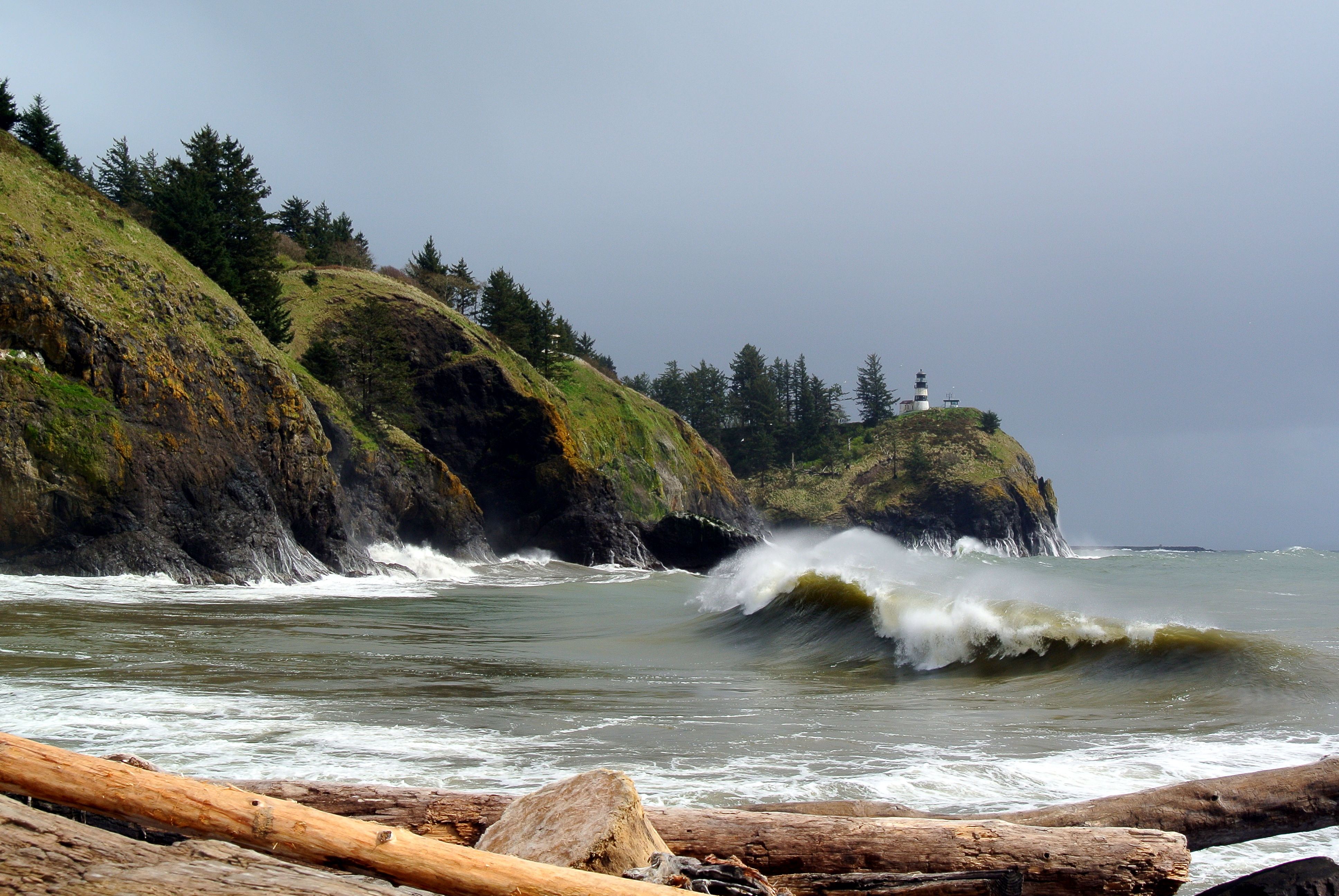
Le cap Disappointment et son phare à l'arrière-plan
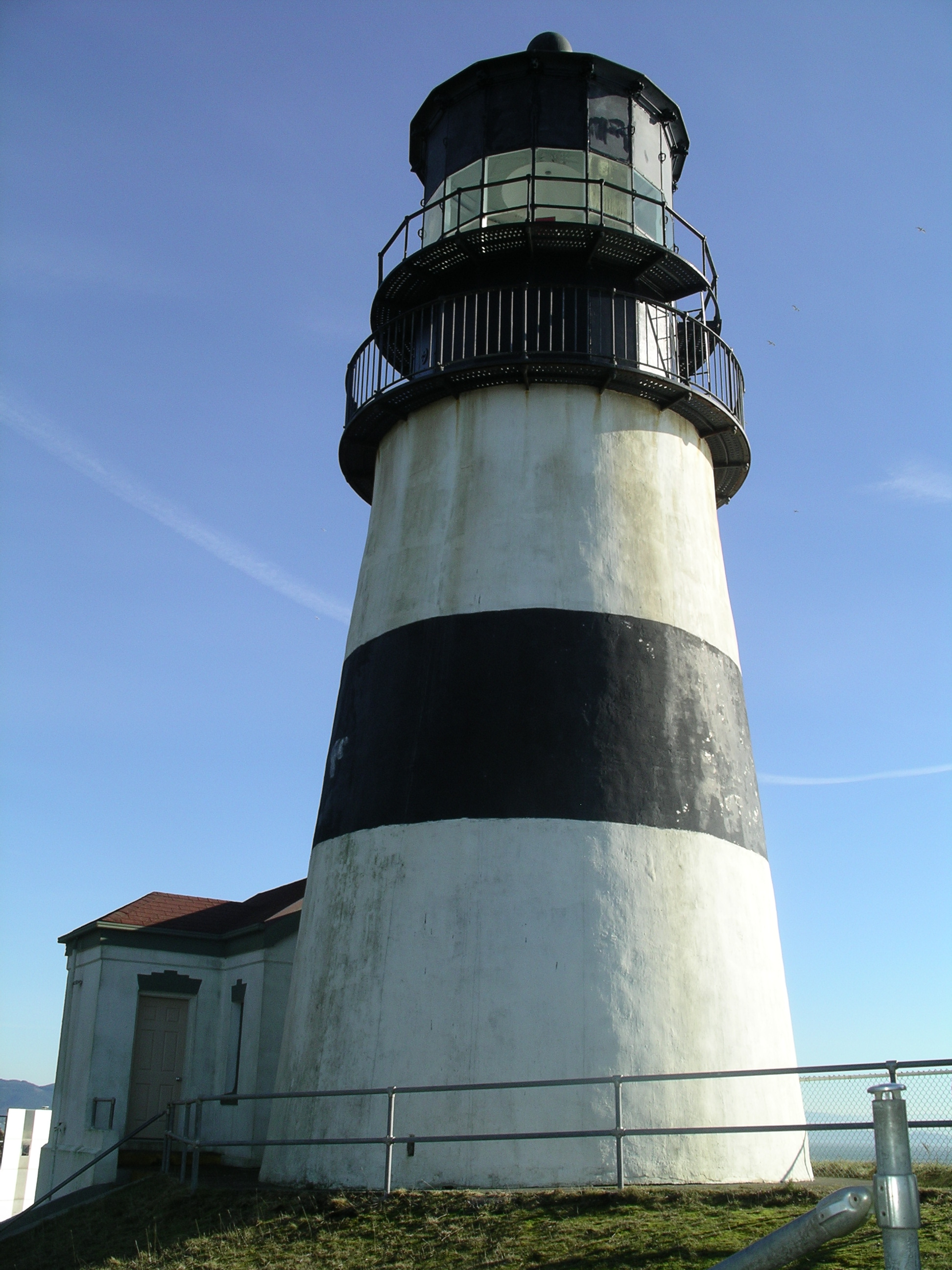
Le phare vu de près
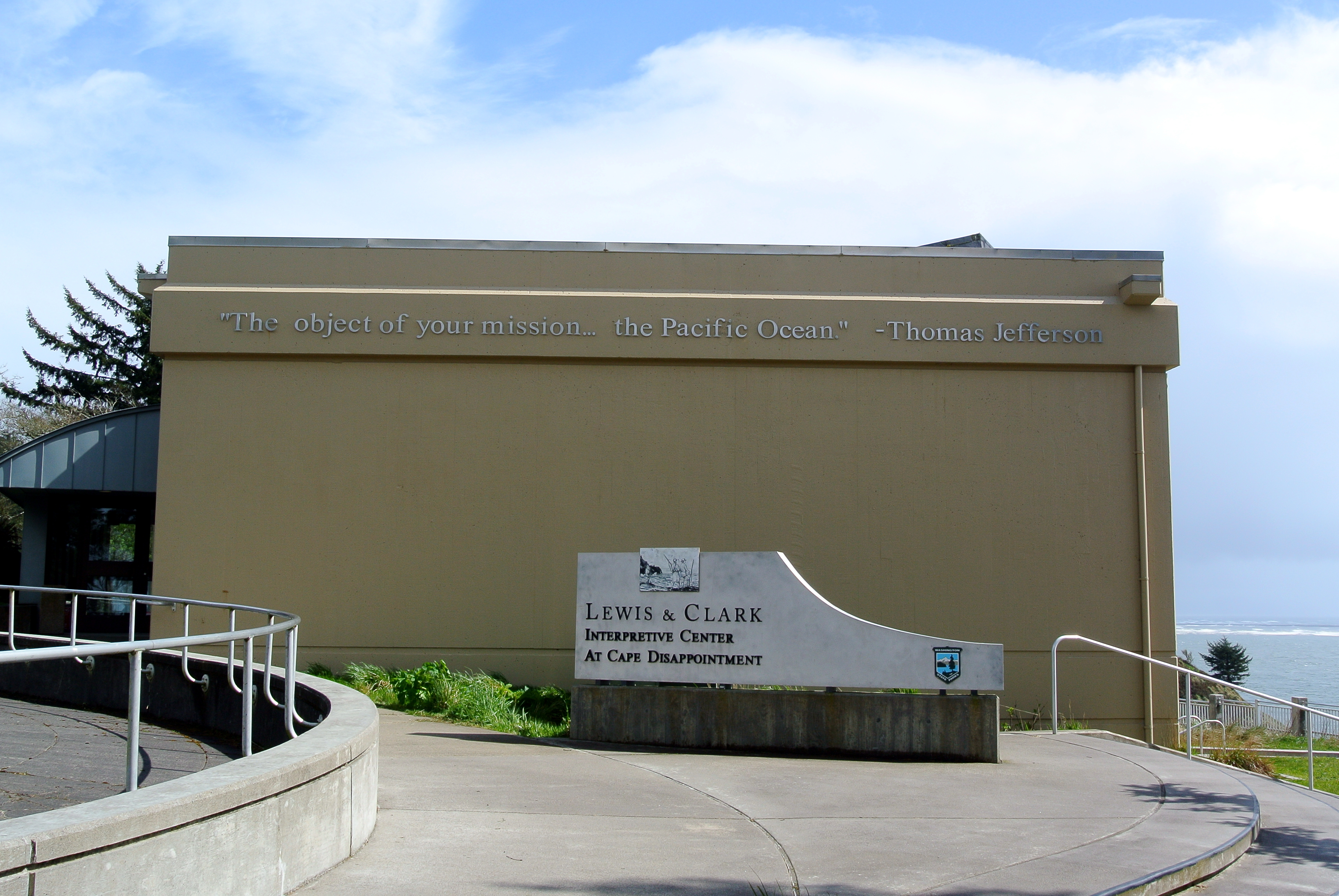
Centre d'information Lewis et Clark
Carte de l'embouchure du Columbia avec le cap Disappointment en haut à gauche